# Campeonato de España de Clubes de Baloncesto Infantil Masculino
El Campeonato de España de Clubes de Baloncesto Infantil Masculino es una competición nacional organizada por la Federación Española de Baloncesto (FEB), que reúne anualmente desde 1970 a los mejores equipos sub-14 del país. Considerada una de las citas más prestigiosas del baloncesto de formación en España, en ella participan 32 clubes representantes de las diferentes federaciones autonómicas.

## Formato de competición
El Campeonato de España de Clubes Infantil Masculino reúne a equipos formados por jugadores menores de 14 años (categoría infantil), pertenecientes a clubes de toda España.
El torneo se disputa en una sede única y se organiza en varias fases:
- Fase de grupos: Los 32 equipos se dividen en 8 grupos (A a H) de 4 equipos cada uno. Se disputa una liguilla a una vuelta. Se clasifican los dos primeros equipos de cada grupo (16 en total).
- Fase final: Se estructura en eliminatorias directas: octavos de final, cuartos de final, semifinales y final.

También se disputan partidos para determinar las posiciones finales del campeonato: el partido por el 3.º y 4.º puesto, así como los encuentros por el 5.º al 8.º lugar.

## Equipos participantes
Disputan el campeonato un total de 32 equipos, clasificados según los siguientes criterios establecidos por la Federación Española de Baloncesto (FEB):
- Los 19 equipos campeones de cada una de las federaciones autonómicas.
- Los 8 equipos subcampeones de las federaciones con mayor número de licencias en la categoría infantil masculina (según datos de la temporada anterior).
- El representante de la federación sede del campeonato.
- Los 4 equipos adicionales de aquellas federaciones cuyos clubes alcanzaron los cuatro primeros puestos en la edición anterior del campeonato.

Cada federación puede clasificar un máximo de 3 equipos. En caso de que algún criterio supere este límite, la plaza se reasigna a la siguiente federación o equipo según lo estipulado por la FEB.
Las vacantes por renuncia se cubren siguiendo un orden determinado por número de licencias y resultados del año anterior.

## Historial
| Ed.     | Año  | Sede        | Resultado   | Oro             | Plata             | Bronce             | MVP                |
| ------- | ---- | ----------- | ----------- | --------------- | ----------------- | ------------------ | ------------------ |
| I       | 1964 |             |             | Loyola          |                   |                    |                    |
| II      | 1965 | Santiago    |             | Chamberí Madrid | NS Begoña         |                    |                    |
| III     | 1966 | Zaragoza    |             | Maristas S.J.   | LAB Córdoba       | Salesianos Huesca  |                    |
| IV      | 1967 | Ávila       |             | Renfe Alcázar   | La Salle Melilla  |                    |                    |
| V       | 1968 | Murcia      |             | San Viator      | Loyola            |                    |                    |
| VI      | 1969 | Santander   |             | La Salle        | Salesianos Vigo   | Real Madrid        |                    |
| VII     | 1970 | Mataró      |             | Joventut Nerva  | San Viator        |                    |                    |
| VIII    | 1971 | Madrid      |             | Estudiantes     | Ignis Mataró      | Estudiantes B      |                    |
| IX      | 1980 | Barcelona   |             | Joventut        | Náutico Inglés    | Maristas Dina's    |                    |
| X       | 1981 | La Coruña   |             | Inmaculada Ike  | Maristas Zaragoza | Estudiantes        |                    |
| XI      | 1982 | Santander   |             | Maristas Bilbao | Ademar Vigo       | Estudiantes        |                    |
| XII     | 1983 | Almería     |             | FC Barcelona    | San Viator        | Joventut           |                    |
| XIII    | 1984 | Castellón   |             | CajaMadrid      | S. Apostol        | Caja Ahorros       |                    |
| XIV     | 1985 | Granada     |             | Colegio Leonés  | FC Barcelona      | Real Madrid        |                    |
| XV      | 1991 | Olula       |             | FC Barcelona    | Real Madrid       | Estudiantes        |                    |
| XVI     | 1992 | Huesca      |             | CAI Zaragoza    | Joventut          | FC Barcelona       |                    |
| XVII    | 1993 | Huesca      |             | Real Madrid     | FC Barcelona      | Joventut           |                    |
| XVIII   | 1994 | Andújar     |             | FC Barcelona    | Caja Ronda        | Joventut           |                    |
| XIX     | 1995 | Huércal     |             | FC Barcelona    | Unicaja           | Real Madrid        |                    |
| XX      | 1996 | Tudela      |             | FC Barcelona    | Real Madrid       | Valladolid         |                    |
| XXI     | 1997 | Castellón   |             | FC Barcelona    | Real Madrid       | Valladolid         |                    |
| XXII    | 1998 | Vilagarcía  |             | Estudiantes     | FC Barcelona      | Pompeu Fabra       |                    |
| XXIII   | 1999 | Teruel      |             | Real Madrid     | Doctor Azúa       | FC Barcelona       |                    |
| XXIV    | 2000 | Guadalajara |             | FC Barcelona    | Cornellà          | Valencia BC        |                    |
| XXV     | 2001 | Orense      |             | FC Barcelona    | Real Madrid       | Valencia BC        |                    |
| XXVI    | 2002 | Teruel      |             | FC Barcelona    | Joventut          | B. Sevilla         |                    |
| XXVII   | 2003 | Asturias    |             | Estudiantes     | Joventut          | Unicaja            |                    |
| XXVIII  | 2004 | Orense      |             | Joventut        | B. Sevilla        | Unicaja            |                    |
| XXIX    | 2005 | Sta Coloma  |             | FC Barcelona    | Torrejón          | Joventut           |                    |
| XXX     | 2006 | Zaragoza    |             | FC Barcelona    | Joventut          | Valencia BC        |                    |
| XXXI    | 2007 | Santiago    |             | Joventut        | FC Barcelona      | Estudiantes        |                    |
| XXXII   | 2008 | Monzón      |             | FC Barcelona    | Joventut          | Unicaja            |                    |
| XXXIII  | 2009 | Guadalajara |             | Joventut        | FC Barcelona      | Valencia BC        |                    |
| XXXIV   | 2010 | Ribadeo     | 68–55       | Joventut        | FC Barcelona      | Valencia BC        |                    |
| XXXV    | 2011 | Lanzarote   |             | Joventut        | Estudiantes       | Real Madrid        | Bourama Sidibé     |
| XXXVI   | 2012 | Vecindario  | 66–65       | Joventut        | Canterbury        | Gran Canaria       | Souleymane Diakité |
| XXXVII  | 2013 | Guadalajara | 71–57       | Real Madrid     | Canterbury        | FC Barcelona       | Luka Dončić        |
| XXXVIII | 2014 | Cambados    | 85–80 (pr.) | Estudiantes     | Unicaja           | Real Madrid        | Marcos Moldovan    |
| XXXIX   | 2015 | Cambados    | 76–56       | Real Madrid     | Unicaja           | FC Barcelona       | Usman Garuba       |
| XL      | 2016 | Lugo        | 94–44       | Real Madrid     | FC Barcelona      | Heidelberg         | Usman Garuba       |
| XLI     | 2017 | Pontevedra  |             | Real Madrid     | Joventut          | Unicaja            |                    |
| XLII    | 2018 | Lugo        | 79–49       | Real Madrid     | FC Barcelona      | CB Canarias        | Eli Ndiaye         |
| XLIII   | 2019 | Lugo        |             | Real Madrid     | Gran Canaria      | Joventut           |                    |
| XLIV    | 2021 | Betanzos    | 72–22       | Real Madrid     | Real Betis        | Estudiantes        | Amadou Traoré      |
| XLV     | 2022 | Marín       | 68–54       | Real Madrid     | CB Canarias       | Valencia BC        |                    |
| XLVI    | 2023 | Badajoz     | 79–59       | Barça           | Real Madrid       | Joventut           | Mahamadou Landoure |
| XLVII   | 2024 | Betanzos    | 87–77       | Barça           | Real Madrid       | Unicaja            | Mohamed Dabone     |
| XLVIII  | 2025 | Huelva      | 79–54       | FC Barcelona    | Real Madrid       | Pablo Laso Academy | Cheikh Bamba Gaye  |

## Palmarés por clubes
| Club               | Oro | Plata | Bronce | Años campeonato                                                                          |
| ------------------ | --- | ----- | ------ | ---------------------------------------------------------------------------------------- |
| FC Barcelona       | 15  | 8     | 4      | 1983, 1991, 1994, 1995, 1996, 1997, 2000, 2001, 2002, 2005, 2006, 2008, 2023, 2024, 2025 |
| Real Madrid        | 10  | 7     | 5      | 1993, 1999, 2013, 2015, 2016, 2017, 2018, 2019, 2021, 2022                               |
| Joventut           | 8   | 6     | 6      | 1970, 1980, 2004, 2007, 2009, 2010, 2011, 2012                                           |
| Estudiantes        | 4   | 1     | 5      | 1971, 1998, 2003, 2014                                                                   |
| San Viator         | 1   | 2     | 0      | 1968                                                                                     |
| Loyola             | 1   | 1     | 0      | 1964                                                                                     |
| Chamberí Madrid    | 1   | 0     | 0      | 1965                                                                                     |
| Maristas S.J.      | 1   | 0     | 0      | 1966                                                                                     |
| Renfe Alcázar      | 1   | 0     | 0      | 1967                                                                                     |
| La Salle           | 1   | 0     | 0      | 1969                                                                                     |
| Inmaculada Ike     | 1   | 0     | 0      | 1981                                                                                     |
| Maristas Bilbao    | 1   | 0     | 0      | 1982                                                                                     |
| CajaMadrid         | 1   | 0     | 0      | 1984                                                                                     |
| Colegio Leonés     | 1   | 0     | 0      | 1985                                                                                     |
| CAI Zaragoza       | 1   | 0     | 0      | 1992                                                                                     |
| Unicaja            | 0   | 4     | 5      | –                                                                                        |
| Real Betis         | 0   | 2     | 1      | –                                                                                        |
| Canterbury         | 0   | 2     | 0      | –                                                                                        |
| Maristas Zaragoza  | 0   | 1     | 1      | –                                                                                        |
| Gran Canaria       | 0   | 1     | 1      | –                                                                                        |
| CB Canarias        | 0   | 1     | 1      | –                                                                                        |
| NS Begoña          | 0   | 1     | 0      | –                                                                                        |
| LAB Córdoba        | 0   | 1     | 0      | –                                                                                        |
| La Salle Melilla   | 0   | 1     | 0      | –                                                                                        |
| Salesianos Vigo    | 0   | 1     | 0      | –                                                                                        |
| Ignis Mataró       | 0   | 1     | 0      | –                                                                                        |
| Náutico Inglés     | 0   | 1     | 0      | –                                                                                        |
| Ademar Vigo        | 0   | 1     | 0      | –                                                                                        |
| S. Apostol         | 0   | 1     | 0      | –                                                                                        |
| Doctor Azúa        | 0   | 1     | 0      | –                                                                                        |
| Cornellà           | 0   | 1     | 0      | –                                                                                        |
| Torrejón           | 0   | 1     | 0      | –                                                                                        |
| Valencia BC        | 0   | 0     | 6      | –                                                                                        |
| Valladolid         | 0   | 0     | 2      | –                                                                                        |
| Salesianos Huesca  | 0   | 0     | 1      | –                                                                                        |
| Estudiantes B      | 0   | 0     | 1      | –                                                                                        |
| Caja Ahorros       | 0   | 0     | 1      | –                                                                                        |
| Pompeu Fabra       | 0   | 0     | 1      | –                                                                                        |
| Heidelberg         | 0   | 0     | 1      | –                                                                                        |
| Pablo Laso Academy | 0   | 0     | 1      | –                                                                                        |